# 王文山
王文山，辽宁人，中华人民共和国政治人物。
担任工业劳模、沈阳第一机床厂车间主任。1954年，当选第一届全国人民代表大会代表。